# Phrügia művészete
A Kisázsia középső részén elterülő területet lakóiról Phrügiának (Frígia) nevezték el. A phrügek (frígek) a Balkán-félszigetről érkeztek Kr. e. 1200 körül, de kultúrájuknak csak a Kr. e. 8. századtól vannak emlékei. Azt ezt követő két évszázad a fríg művészet virágkora. Phrügia legnagyobb kiterjedését Kr. e. 725-675 között érte el, Kisázsia legnagyobb birodalma volt. Leghíresebb uralkodója Midasz király, fővárosa Gordion. A Kr. e. 7. sz-ban kimmerek betörése szétzúzta a birodalmat, ami kis fejedelemségekre bomlott. Ezek a 6. sz-ban fokozatosan perzsa fennhatóság alá kerültek. Gordion helyett új fővárost próbáltak alapítani Yazilikaya helyén (Midasz-város). Nagy Sándor hódításával tűnt el az utolsó nyoma is a frígeknek.
Építészetük emlékei egy- és kétszobás lakóházak, Gordion erődített falai és temploma, előkelők halomsírjai. A fríg művészet legtöbb emlékét ezek a halomsírok őrizték meg, bennük berakott díszítésű fabútorokat (ágy, szekrény, asztal), bronzedények és festett agyagedényeg százait, takarókat és kárpitokat találtak (a hagyomány a textilművészet feltalálóinak tartja a frígeket). A tárgyak kezdeti keleti (urartui, késő hettita, asszír), majd görög hatást árul el.
A Gordionban feltárt házak padlózata kavicsmozaikkal borított.
A Kr. e. 6. században új műfajok jelentek meg mind az építészetben, mind a szobrászatban-festészetben. Sziklába vájt sírok és kultuszépületek, homlokfalukon domborművekkel és a teljes homlokfalat beborító geometrikus díszítéssel. A leghíresebb sír a Midasznak tulajdonított. Midasz sírjának csak bejárata van kész, így a sziklába vájt építmény egy nagyszerű homlokzat maradt. Ezt a homlokzatot meanderszerű szőnyegminta díszíti.
Ekkor alakult ki a fríg nagyszobrászat. Főleg istennőjüket, Kübelét ábrázolták. A szobrászaton erőteljes görög hatás érződik. Kübelé görögökhöz kerülése viszont arról is tanúskodik, hogy a fríg szobrászat is hatott a görögre.
Textil és fémmintát utánzó kerámiájuk eltűnt a beáramló görög és az ezeket utánzó helyi termékek miatt. A helyi vázafestészet hagyományai helyenként a Kr. e. 4-3. sz-ig élt még.